# Paul Constantinescu
Paul Constantinescu (n. 30 iunie 1909, Ploiești – d. 20 decembrie 1963, București) a fost un compozitor român de origine evreiască , membru corespondent (1963) al Academiei Române.Profesor la Conservatorul de muzică "Ciprian Porumbescu" din București. Paul Constantinescu a fost un talent artistic cu certe aptitudini și pentru literatură (poezie), artă plastică (desen, caricatură), cinematografie (operatorie). A manifestat o constantă preocupare pentru folclor și melosul bizantin, transformându-se dintr-un cercetător pasional într-un creator de forme sonore novatoare, originale. Contrar generației anterioare ce și-a făcut studiile peste hotare, Constantinescu s-a călit la flacăra unor pedagogi de vocație din țară, reușind să-și apropie sursele de inspirație din solul natal, chiar de la debutul creator.

## Studii
Studiile muzicale le-a început la Ploiești în 1919, după care le-a continuat la Conservatorul din București (1929-1933), având ca profesori pe Mihail Jora (armonie, compoziție, contrapunct), Constantin Brăiloiu (Istoria muzicii), Dimitrie Cuclin (estetica muzicală). Din 1933 și până în 1935 și-a perfecționat studiile muzicale la Viena cu Franz Schmidt, Joseph Marx (compoziția).

## Activitate
A fost profesor de armonie, contrapunct și compoziție la Academia de muzică religioasă, apoi la Școala de muzică militară și la Conservatorul din București. Paul Constantinescu a avut o activitate multilaterală în calitate de violinist, dirijor, compozitor, profesor, 18 ani la rând fiind profesor de armonie la Conservatorul din București. A întreprins culegeri de folclor, a susținut prelegeri, conferințe, emisiuni de radio și televiziune. A fost consilier pentru secția de cinematografie în Ministerul Propagandei Naționale din București și la Radiodifuziunea română.

## Distincții
- Ordinul „Meritul Cultural”, în gradul de Cavaler clasa I, pentru artă (1 februarie 1943)[4]
- titlul de Maestru Emerit al Artei din Republica Populară Romînă (20 mai 1955) „pentru merite deosebite în domeniul creației muzicale”[5]
- Ordinul Muncii clasa a II-a (30 iunie 1959) „cu prilejul împlinirii a 50 ani de viață, pentru merite deosebite în domeniul creației muzicale și al învățămîntului muzical superior”[6]

## Caracteristici stilistice
Întreaga sa creație arată orientarea spre valorificarea valențelor folclorului și ale melosului psaltic, bizantin. A compus practic în toate genurile muzicii clasice, de la operă la lied, de la balet la simfonie, de la muzică de film la oratoriu.

## Principalele creații

### Muzică de teatru liric
- 1935 – O noapte furtunoasă, operă comică în 2 acte;
- 1938 - Meșterul Manole, operă în 3 acte, pe un libret de Mircea Streinul;
- 1939 – Nuntă în Carpați, poem coregrafic;
- 1955 – Pană Lesnea Rusalim, operă.

### Muzică simfonică
- 1930-1936 – Suita românească.
- 1937 – Simfonieta
- 1944 - Simfonia I
- 1946 – Variațiuni libere asupra unei melodii bizantine din secolul XIII, pentru violoncel și orchestră
- 1952 – Concert pentru pian și orchestră
- 1955 – Concertul pentru orchestră de coarde
- 1957 – Concert pentru vioară și orchestră
- 1960 – Concert pentru harpă și orchestră
- 1963 – Triplu concert pentru vioară, violoncel, pian și orchestră
- 1963 - Simfonia ploieșteană

### Muzică vocal-simfonică
- 1936 – Ryga Crypto și Lapona Enigel
- 1943 – Patimile și Învierea Domnului, oratoriu bizantin de Paști
- 1947 – Nașterea Domnului, oratoriu bizantin de Crăciun

### Muzică de cameră
- 1929 – Două studii în stil bizantin, pentru vioară, violă și violoncel
- 1943 – Sonatina bizantină pentru violă sau violoncel solo
- 1947 – Concert pentru cvartet de coarde
- 1950 – Baladă haiducească pentru violoncel și pian

### Muzică pentru pian
- 1951 – Trei piese pentru pian
- 1957 – Toco-Toccatina

### Muzică corală
- 1952 – Miorița, poem coral

4 madrigale pe versuri de Mihai Eminescu:
- Freamăt de codru
- La mijloc de codru des
- Peste vârfuri
- Stelele-n cer

### Muzică vocală
- numeroase lieduri, pe versuri de Eminescu, Coșbuc, Goga, Șt. O. Iosif, Cicerone Theodorescu etc.

### Muzică de film
- 1943 – O noapte furtunoasă
- 1954 – O scrisoare pierdută
- 1957 – La „Moara cu noroc”

## Concursul „Paul Constantinescu”
Anual se organizează la Ploiești concursul național de interpretare și creație muzicală „Paul Constantinescu”, pentru elevi, studenți și absolvenți, cu următoarele secții: pian, vioară, canto, compoziție.

## Cetățean de onoare
În 28 mai 2009, lui Paul Constantinescu i s-a acordat post-mortem, titlul de Cetățean de onoare al Municipiului Ploiești, cu ocazia aniversării a 100 de ani de la naștere, pentru contribuția deosebită adusă la îmbogățirea zestrei de valori muzicale a municipiului Ploiești, precum și pentru promovarea imaginii orașului, prin creația sa componistică, pe plan național și internațional.